# Agenzia Nazionale Stampa Associata
La Agenzia Nazionale Stampa Associata (más conocida por sus siglas ANSA) es una agencia de noticias italiana fundada el 15 de enero de 1945. Es una cooperativa formada por 36 socios, editores de los principales diarios de ese país.
Actualmente, ANSA es una de las principales agencias de prensa del mundo y la mayor de Italia, ya que cuenta con 22 oficinas en Italia y otras 81 distribuidas en 74 países, que producen más de 2000 notas al día.  En el año 2000, contaba con 600 periodistas a tiempo completo y 500 corresponsales extranjeros.   Merced al acelerado desarrollo de las telecomunicaciones en los últimos años, ANSA ofrece servicios informativos con audio y vídeo en Internet y a través de teléfonos móviles.
La sede central para el servicio hispanoamericano (en español) se encuentra en Buenos Aires.